# Julián Padrón Manent
Julián Padrón Manent (n. Sant Miquel d'Olerdola, Penedes, Provincia de Barcelona, 26 de mayo de 1885 - La Habana, Cuba, 6 de octubre de 1968) fue un chófer de profesión, conocido por ser uno de los diez pasajeros españoles que embarcaron en el famoso transatlántico RMS Titanic en abril de 1912 consiguiendo sobrevivir al hundimiento, al haber sido uno de los primeros en subir a los botes salvavidas.

## Biografía
Nacido en Cataluña, en Olérdola un pueblo de la Provincia de Barcelona  el día 26 de mayo del año 1885.Sus padres eran catalanes, llamados Andrés Padrón y Gertrudis Manent.
Julián Padrón Manent trabajó como chófer en la ciudad de Barcelona.

### Viaje en el Titanic
A los 26 años fue uno de los pasajeros que abordaron el Titanic en Cherburgo el miércoles día 10 de abril del año 1912, viajando junto a Emilio Pallas, Florentina y Asunción Duran (hermanas las dos), como pasajero de segunda clase, su número de billete para el transatlántico era (SC / PARIS 2146, £ 13 17s 3d); quería visitar Nueva York antes de llegar a su destino, una casa que tenía en la La Habana (Cuba), situada en la Plaza del Valor.
La noche del hundimiento en el que el RMS Titanic había colisionado contra un iceberg, Julián Padrón se enteró del choque al poco rato y cogió el chaleco salvavidas que tenía en su camarote antes de subir a la cubierta del barco esperando a subir en algún bote salvavidas. En cuanto se inició la evacuación a los botes salvavidas, Julián Padrón fue uno de los primeros en subir a los botes, logrando abordar el bote número 9 que fue bajado para navegar en busca de rescate.
Después, en la madrugada del día 15 de abril del año 1912, fue rescatado por el buque transatlántico RMS Carpathia desembarcando del bote salvavidas número 9 y llegando a la Ciudad de Nueva York el jueves día 18 de abril de 1912.

### Vida posterior
Julián Padrón, conoció en el barco RMS Titanic a una mujer que fue otra de las supervivientes españolas que también iban en segunda clase, llamada Florentina Durán y Moré (nacida en Sant Adrià, Provincia de Lérida, Cataluña, en el año 1882). Viajaba en el RMS Titanic con 30 años, acompañada por su hermana Asunción Durán. Tras conocerse, al poco tiempo Julián y Florentina se comprometieron. Tras casarse, se trasladaron a vivir a Cuba en la casa de su marido, y no tuvieron hijos.
Florentina murió el jueves día 1 de octubre del año 1959 y nueve años más tarde el viudo Julián Padrón Manent, a los 83 años murió el domingo día 6 de octubre del año 1968. El matrimonio fue enterrado en un mausoleo levantado en el Cementerio de Colón, más conocido como Necrópolis de Cristóbal Colón, situado en La Habana.